# Колобово (Рязанская область)
Колобово — деревня Борисовского сельского поселения Александро-Невского района Рязанской области.

## Географическое положение
Находится на границе Рязанской и Липецкой областей. Колобово — одна из деревень примыкающих к селу Зимарово. По деревне Колобово протекает река Донского бассейна Становая Ряса. Деревня Колобово разделяется на две улицы: Колобово и Махровка.

## Население
| 2010 | 2012 | 2023 |
| ---- | ---- | ---- |
| 33   | ↘27  | ↘23  |

Население на 12 марта 2012 года насчитывает 27 человек.